# Communauté de communes du canton de Montcuq
La communauté de communes du canton de Montcuq est une ancienne communauté de communes française, située dans le département du Lot et la région Midi-Pyrénées. Elle se confondait avec l'ancien canton de Montcuq qui comptait les 16 mêmes communes.
Elle a fusionné avec la communauté de communes de Castelnau-Montratier le 1er janvier 2014 pour former la communauté de communes du Quercy blanc.

## Composition
Elle regroupait 16 communes :
| Nom                  | Code Insee | Gentilé             | Superficie (km2) | Population (dernière pop. légale) | Densité (hab./km2) |
| -------------------- | ---------- | ------------------- | ---------------- | --------------------------------- | ------------------ |
| Montcuq (siège)      | 46201      | Montcuquois         | 32,22            | 1 241 (2013)                      | 39                 |
| Bagat-en-Quercy      | 46014      | Bagatois            | 16,63            | 201 (2014)                        | 12                 |
| Belmontet            | 46025      |                     | 12,12            | 149 (2013)                        | 12                 |
| Le Boulvé            | 46033      | Boulvéens           | 19,51            | 194 (2014)                        | 9,9                |
| Fargues              | 46099      |                     | 14,79            | 151 (2014)                        | 10                 |
| Lascabanes           | 46158      | Cabanésiens         | 16,58            | 200 (2014)                        | 12                 |
| Lebreil              | 46166      | Lebreillois         | 10,20            | 178 (2013)                        | 17                 |
| Montlauzun           | 46206      | Montlauzunois       | 6,48             | 127 (2014)                        | 20                 |
| Sainte-Croix         | 46261      |                     | 7,77             | 70 (2013)                         | 9                  |
| Saint-Cyprien        | 46262      |                     | 15,07            | 277 (2014)                        | 18                 |
| Saint-Daunès         | 46263      | Saint-Daunésiens    | 10,11            | 215 (2014)                        | 21                 |
| Saint-Laurent-Lolmie | 46274      | Saint-Laurentiens   | 10,81            | 190 (2014)                        | 18                 |
| Saint-Matré          | 46278      | Saint-Matréens      | 6,41             | 116 (2014)                        | 18                 |
| Saint-Pantaléon      | 46285      | Saint-Pantaléonnais | 19,37            | 264 (2014)                        | 14                 |
| Saux                 | 46300      | Saussiens           | 8,31             | 119 (2014)                        | 14                 |
| Valprionde           | 46326      | Valpriondois        | 15,92            | 116 (2013)                        | 7,3                |